# False Cape Renard
Das False Cape Renard (englisch; französisch Faux Cap Renard, beides für Falsches Kap Renard) ist ein felsiges Kap an der Graham-Küste des Grahamlands auf der Antarktischen Halbinsel. Es liegt 2,5 km südwestlich des Kap Renard am nordwestlichen Ausläufer der Kiew-Halbinsel.
Teilnehmer der Belgica-Expedition (1897–1899) unter der Leitung des belgischen Polarforschers Adrien de Gerlache de Gomery kartierten dieses Kap am 12. Februar 1898. Henryk Arctowski, Geologe, Ozeanograph und Meteorologe der Forschungsreise, benannte es gemeinsam mit dem Kap Renard als The Needles (englisch für Die Nadeln). Zur besseren Unterscheidung und Vermeidung von Verwechslungen entschied der französische Polarforscher Jean-Baptiste Charcot bei der Fünften Französischen Antarktisexpedition (1908–1910), beide Landmarken durch die heute etablierten Benennungen voneinander zu trennen. Namensgeber beiderseits ist der belgische Mineraloge Alphonse-François Renard (1842–1903), Mitglied der Kommission der Belgica-Expedition. Das UK Antarctic Place-Names Committee übertrug am 7. Juli 1959 die Benennung ins Englische.